# Anastasija Vertinskaja
Anastasija Aleksandrovna Vertinskaja (russisk: Анастасия Александровна Вертинская, født 19. december 1944) er en russisk skuespillerinde.
Anastasija Vertinskaja er født i Moskva i samme familie som den berømte kunstner Aleksandr Vertinskij. Anastasija startede ved filmen efter at filminstruktøren Aleksandr Ptusjko inviterede hende til at prøve rollen som pigen Assol i en filmatisering af Alekskandr Grins bog Røde sejl (Алые паруса) fra 1923. I filmen deltog mange af datidens og de efterfølgende års sovjetiske filmstjerner, inklusive Vasilij Lanovoj, Ivan Pereversev, Sergej Martinson og Oleg Anofrjev. Filmen som kom ud i 1961, blev hurtig populær og forvandlede hurtigt den unge skuespillerinde til en berømthed. Det efterfølgende år havde hun igen succes som Gutttiere i en filmatisering af Aleksandr Beljajevs science fiction-roman Amfibiemanden (Человеκ-aмфибия) instrueret af Gennadi Kasanskij og Vladimir Tjebotarjov. I 1962 sluttede Anastasija Vertinskaja sig til Pusjkinteatret i Moskva.
En af Anastasija Vertinskajas bedste roller har været den som Ofelia i en 1964 filmatisering af Shakespeares Hamlet instrueret af Grigorij Kozintsev. I 1968 færdiggjorde Anastasija Vertinskaja en teateruddannelse på Sjtjepkin teaterskole, hvorefter hun begyndte at arbejde for Sovremennik teateret og fra 1980 Moskva kunstnerteater.
Anastasija Vertinskaja fortsatte sideløbende med at optræde i biograf- og tv-film, bl.a. Krig og fred, Anna Karenina, Forelskede, Fluen, Sagen med Polynin og Navnløs stjerne.
Anastasija Vertinskaja underviste i slutningen af 1980'erne i Oxford sammen med Aleksandr Kaljagin og arbejde ved Comédie-Française i Schweiz. Hun har endvidere været tilknyttet Tjekhov-skolen i Frankrig som underviser.
I 1978 modtog hun hædersprisen Folkets kunstner i USSR (Народный артист СССР)
Senest har Anastasija Vertinskaja optrådt i filmene Lidenskabens tørst (1991) af Andrej Kharitonov og i Master i Margarita (1994) af Jurij Kara.

## Filmografi
- Alyje parusa (Алые паруса (da: Røde sejl, 1961)
- Havets søn (Человек-амфибия, 1962)
- Hamlet (Гамлет, 1964)
- Krig og fred (Война и мир, 1968)
- Anna Karenina, (Анна Каренина, 1968)
- Ne gorjuj! (da.: ~ Vær ikke ked af det!, 1969)
- Forelskede (Влюбленные, 1969)
- Slutjaj s Polyninym (da.: Sagen med Polynin, 1970)
- Skygge (Тень, 1972)
- Prezjdevremennyj tjelovek (da.: Manden der kom for tidligt, 1972)
- Tjelovek na svojom meste (1972)
- Bezymjannaja zvezda (da: Navnløs stjerne, 1978)
- Fluen (Овод, 1980)
- Tyveri, ('Кража, 1982)
- Nikolay Batyginas dage og år (Дни и годы Николая Батыгина, 1987)
- Don Kihota og Sanchos liv (Житие Дон Кихота и Санчо, 1988)
- Новые приключения янки при дворе короля Артура (1988)
- Nye eventyr ved kong Arthurs hof (В городе Сочи темные ночи, 1989)
- Lidenskabens tørst (Жажда страсти, 1991)
- Master i Margarita (1994)